# Gonda László (sakkozó)
Gonda László (Tatabánya, 1988. április 24. –) magyar sakkozó, nemzetközi nagymester, U12 és U14 korosztályos magyar bajnok, U12 világbajnoki ezüst érmes, U14 világbajnoki bronz érmes. Kétszeres felnőtt nyílt magyar bajnok.

## Pályafutása
U12 korosztályos magyar bajnokságot nyert 2000-ben Pakson, és 1. helyezett volt az U14 magyar bajnokságon 2001-ben Balatonlellén. Az U16 korosztályos magyar bajnokságon 2004-ben Miskolcon a 2. helyezést érte el.
Az U12 korosztályos világbajnokságon (Oropesa del Mar, 2000) ezüstérmet, az U14 világbajnokságon 2001-ben bronzérmet szerzett.
2006-ban és 2013-ban megnyerte a nyílt magyar bajnokságot.
2006-ban kapta meg a nemzetközi mesteri címet, 2010-ben szerezte meg a nemzetközi nagymesteri fokozatot. A normát az alábbi versenyeken teljesítette:
- Zalakaros Open A Group (2006)[3]
- First Saturday GM 2010. március[4]
- First Saturday GM 2010. április[5]

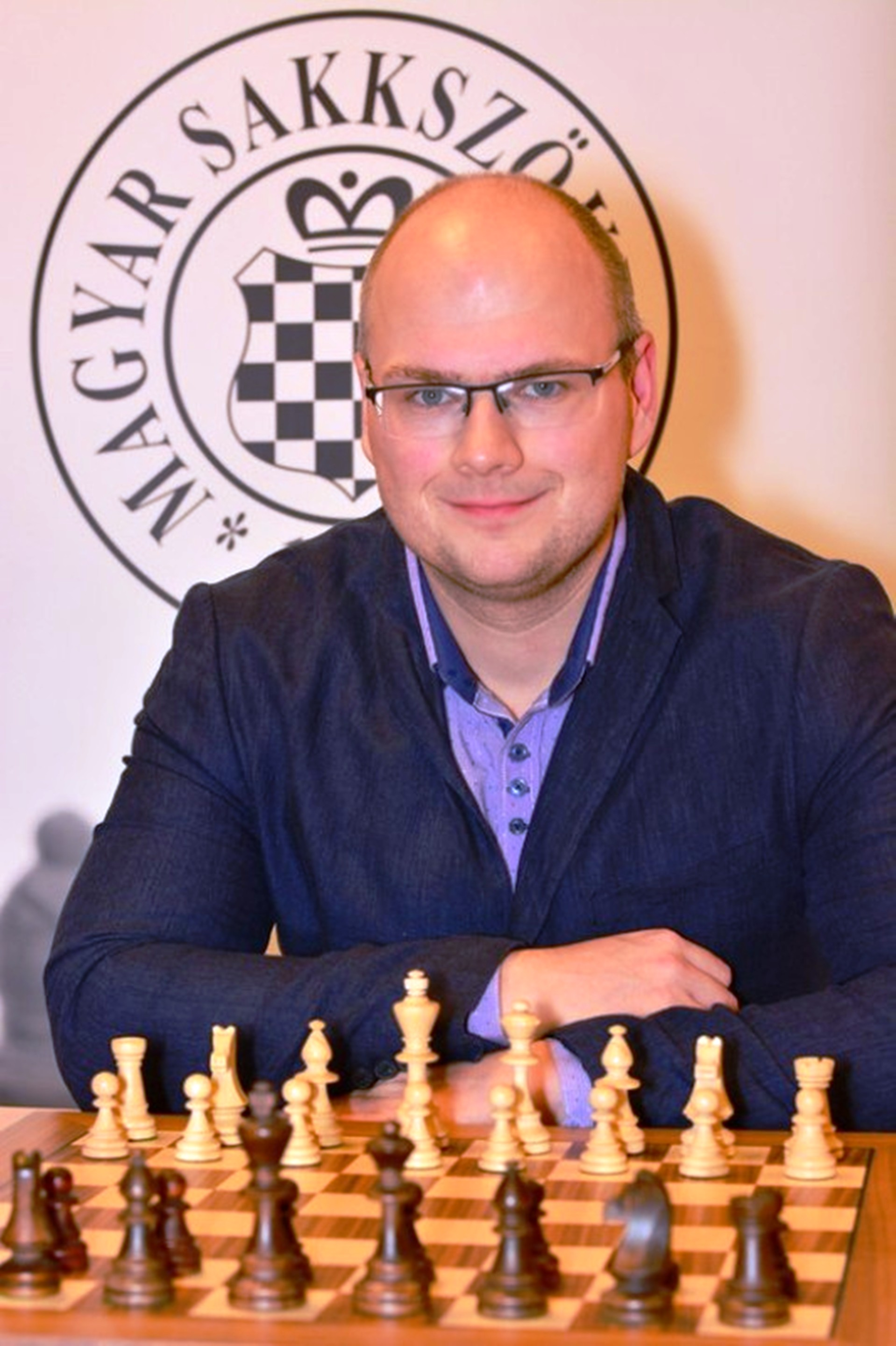
Gonda László (2021)

Legmagasabb pontértéke a 2014. januárban és februárban elért 2565 volt.
2010-ben áttért edzői pályára. Edző-szekundánsa volt Rapport Richárdnak és Berkes Ferencnek. Legerősebb tanítványai: Kántor Gergely, Kozák Ádám. 
Számos megnyitáselméleti cikket írt a Yearbook magazinba. 
2015-től csapatkapitány a Dunaharaszti MTK NB1-es sakk csapatában.
2020-ban megkapta a FIDE-től a legmagasabb edzői titulust, a FIde Senior Traineri címet.
2021-ben kinevezték a Sakkszövetség Ifjúsági szövetségi kapitányának.
2021-ben házasságot kötött Dr. Tóth Sarolta sejtbiológussal.

## Kiemelkedő versenyeredményei
- 2. helyezés: FS10-IM-verseny Budapest (2001)[7]
- 1. helyezés FS12-GM-verseny Budapest (2001),
- 1. helyezés Tapolca Evadnyitó Open Budapest (2003)[8]
- 1. helyezés FS02-IM-verseny Budapest (2003)[9]
- 1. helyezés Mindszentkalla (2003)[10]
- 2. helyezés FS06-GM-verseny Budapest (2004)
- 1. helyezés Kaposvár (2004)[11]
- 2. helyezés FS11-GM-verseny Budapest (2004)
- megosztott 1. helyezés Pécs (2005)[12]
- 1. helyezés FS03-IM-verseny Budapest (2005)[13]
- 1. helyezés Salgótarján (2005)[14]
- 1. helyezés Évadnyitó Open Budapest (2006)[15]
- 2. helyezés FS06-GM-verseny Budapest (2006)
- 1. helyezés Balatonlelle (2006 és 2007)[16] és[17]
- 1-3. helyezés Davos (2007)[18]
- 1. helyezés Nyíregyháza (2007 és 2010)[19] és[20]
- 1. helyezés Hévíz (2008 és 2009)[21][22]
- 3. helyezés Talentum kupa, Balatonföldvár (2010)[23]
- 2. helyezés Tenkes kupa, Harkány (2010)[24]
- 1-2. helyezés First Saturday nagymesterverseny, Budapest (2011)[25]
- 2-4. helyezés First Saturday nagymesterverseny, Budapest (2011)[26]
- 1. helyezés First Saturday nagymesterverseny, Budapest (2012)[27]
- 3. helyezés Sárkány-Aranytíz nagymesterverseny, Budapest (2012)[28]
- 2. helyezés First Saturday nagymesterverseny, Budapest (2013)[29]
- 3. helyezés First Saturday nagymesterverseny, Budapest (2013)[30]
- 1. helyezés Nyílt magyar bajnokság, Zalakaros (2013)[31]
- 2. helyezés First Saturday nagymesterverseny, Budapest (2013)[32]
- 2-3. helyezés Borlóy-Androvitzky Károly emlékverseny, Budapest (2013)[33]
- 2. helyezés Szabó László-emlékverseny (2018)[34]
- 2. helyezés Zürich open, Svájc 2014
- 3. helyezés Zürich open, Svájc 2015
- 2. helyezés Tavaszi fesztivál, (év legerősebb magyar versenye) , Budapest 2018
- 3. helyezés Tavaszi fesztivál, (év legerősebb magyar versenye), Budapest, 2019

## Csapateredményei
Európa-bajnokságon az U18 korosztályos válogatottban két alkalommal szerepelt a magyar válogatottban, 2003-ban a 6., 2006-ban a 2. helyet szerezték meg.
2008-ban tagja volt a MITROPA Kupán 2. helyezést elért magyar csapatnak. 2008-2012-ig a Nagykanizsa csapatának a tagja, négy magyar bajnoki címet értek el.